# Antoine Bernard Finot
Pour les articles homonymes, voir Finot.
Ne doit pas être confondu avec Antoine Finot.
Antoine Bernard Finot est un homme politique français né le 2 décembre 1750 à Dijon (Côte-d'Or) et décédé le 26 août 1818 à Paris.

## Biographie
Antoine Bernard Finot naît le 2 décembre 1750 à Dijon.
Receveur général des Fermes sous l'Ancien Régime, il est trésorier payeur général sous le Premier Empire, puis conseiller référendaire à la Cour des Comptes.
Il est élu député de l'Yonne le 5 janvier 1813 et le reste jusqu'en 1815, siégeant dans la majorité sous la Première Restauration. Il devient député du département du Mont-Blanc le 22 août 1815 jusqu'en 1816, siégeant dans la minorité de la Chambre introuvable. Il obtient ce siège à la faveur de son fils, Antoine Finot, préfet du département. Ce dernier, ainsi que son autre fils, Auguste François Jean Finot, deviendront députés de l'Yonne.
Antoine Bernard Finot meurt à Paris le 26 août 1818.

## Distinctions
Antoine Bernard Finot a reçu la distinction suivante :
 Chevalier de la Légion d'honneur

### Sources
- « Antoine Bernard Finot », dans Adolphe Robert et Gaston Cougny, Dictionnaire des parlementaires français, Edgar Bourloton, 1889-1891 [détail de l’édition]